# عبد الرزاق الحربي
عبد الرزاق الحربي باحث أكاديمي، وكاتب، وإعلامي عراقي من مواليد مدينة الموصل عام 1953.

## النشاة والتعليم
ولد عبد الرزاق أحمد محمود الحربي في مدينة الموصل في 10 تشرين الأول 1953، أنهى دراسته الابتدائية في مدرسة القحطانية ثم دخل متوسطة الجمهورية ودخل المدرسة الدينية وتخرج في سنة 1973م، وكان ترتيبه الثالث على العراق. وبعد ذلك انتقل إلى بغداد لإكمال دراسته الجامعية. تخرج من قسم اللغة العربية في كلية العلوم الإسلامية من الجامعة المستنصرية في بغداد، ثم نال شهادات عليا وشغل عددًا من المناصب الأكاديمية والصحفية.

## سيرته المهنية
- عمل مدرسًا في جامعة بغداد والمستنصرية وكلية الإمام الأعظم الجامعة، وأكاديمية الدراسات العليا.
- شغل منصب مدير عام دائرة المؤسسات الإسلامية في وزارة الأوقاف والشؤون الدينية قبل حرب العراق عام 2003.
- عمل مديرًا عامًا في دائرة التعليم الديني في وزارة الأوقاف والشؤون الدينية قبل الحرب عام 2003م.
- شغل منصب مدير عام مركز البحوث والدراسات الإسلامية في ديوان الوقف السني بعد عام 2003.

## سيرته العلمية
- أنهى دراسته الجامعية وحاز على البكالوريوس ببغداد كلية الأمام الأعظم سابقًا (العلوم الإسلامية حاليًا) في تخصص اللغة العربية.
- نال الدبلوم العالي من كلية الآداب في الجامعة المستنصرية متخصصًا في علم المخطوطات.
- أحرز شهادة الماجستير من كلية الآداب من الجامعة المستنصرية في تخصص اللغة (علم الدلالة).
- حصل على شهادة الدكتوراه من كلية الآداب في الجامعة المستنصرية متخصصًا في اللغة (علم الدلالة).
- أشرف على 65 رسالة ماجستير.[2]
- أشرف على 32 أطروحة دكتوراه.
- ناقش 81 رسالة وأطروحة جامعية.

## في الصحافة
عمل في الصحافة العراقية وأصبح عضوًا في نقابة الصحفيين العراقيين واتحاد الصحفيين العرب وعضوًا في اتحاد الإذاعيين وعضوًا في اتحاد الناشرين العرب ووصل إلى درجة رئيس تحرير.
أصبح في عام 2000م مشرفًا على إذاعة القرآن الكريم التابعة إلى المؤسسة العامة للإذاعة والتلفزيون، وعُيّن في سنة 2001 مديرًا عامًا لدائرة المؤسسات الإسلامية في وزارة الأوقاف والشؤون الدينية وعندما صدر قرار بإنشاء دائرة باسم دائرة التعليم الديني عام 2001 اُسند إليه امر تأسيس الدائرة ثم أصبح مديرًا عامًا لها.
في سنة 2003 صار مديرًا عامًا لمركز البحوث والدراسات الإسلامية والذي صدر الأمر بإنشائه في 1 آب 2003 فأسسه، وأسس مجلة الخطيب المحكمة سنة 2000 وصار مديرًا لتحريرها، إضافة لوظيفتهِ أسس مجلة الروضة سنة 2003 وكان مدير التحرير فيها، وأسس مجلة البحوث والدراسات الإسلامية المحكمة وأصبح مديرًا لتحريرها.
وأسس إذاعة القرآن الكريم سنة 2010 في ديوان الأوقاف وأصبح المشرف العام عليها، وأسس قناة ديوان الفضائية وأصبح المشرف العام عليها سنة 2012، ودخل دورة صيانة المخطوطات في دار الشؤون الثقافية في القاهرة في مصر، كما دخل عدة دورات في إسطنبول وبيروت ودمشق.

## مؤلفاته
ألف عبد الرزاق الحربي عدد من الكتب والرسائل ولهُ العديد من البحوث المنشورة في المجلات ومنها:
- مباهج الفكر ومناهج العبر دراسة وتحقيق، طبع في بيروت.[6]
- علم الوقف والابتداء، طبع مرتين في بغداد.
- علم الوضع، طبع في بغداد، نفدت طبعته الأولى.
- معاني الأدوات النحوية بالاشتراك، طبع في بغداد.
- مراحل الفكر الإسلامي، طبع في بغداد، نفدت طبعته الأولى.
- الحيوان لابن أبي الأشعث، طبع في بغداد.
- له مقالات صحفية في عدد من الصحف والمجلات العراقية.
- نظرية العامل وأثر الحروف غير العاملة في المعنى، طبع في بغداد.
- المحددات الدلالية في الجملة العربية، طبع في بغداد.

## مشاركته في المؤتمرات
شارك عبد الرزاق الحربي في عدة مؤتمرات في القاهرة وبيروت وباريس وكوالالمبور، وشارك ببغداد في مؤتمرات المجمع العلمي العراقي والجامعة المستنصرية ومؤتمرات الكتب والبحث، وشارك في تحقيق كتاب مباهج الفكر ومناهج العبر لمحمد بن إبراهيم الوطواط الجزء الخاص بالحيوان.
وشارك أيضًا في تحقيق كتاب الحيوان لأحمد بن أبي الأشعث، وفي علم الوقف والابتداء في اللغة العربية، وعلم الوضع دراسة في فلسفة اللغة وحروف المعاني وتطور الفكر الإسلامي والبلاغية في شعر خالد علي مصطفى والجرح والتعديل في تراجم النحاة مختصر في طرائق البحث العلمي وتحقيق النصوص.

## وصلات خارجية
- مكتبة الديوان